# Дискография
Дискография (от «диск», обобщённое название музыкальных записей вне зависимости от носителя, и «…графия») — полный список звуковых записей, обычно музыкальных, выпущенных в различном виде в массовый тираж, независимо от носителя, и объединённых в единый список по признаку имени, под которым запись распространялась.
Если список содержит только записи, отобранные по некоторому более узкому признаку в пределах того же имени (например, по признаку инструментального исполнителя, вокалиста, продюсера записи, объёма тиража, автора текста или музыки, принадлежности к звукозаписывающему лейблу, жанру, и т. д.), то он называется избранной дискографией.